# カビール・カーン
カビール・カーン（Kabir Khan、1968年9月14日 - ）は、インドの映画監督、脚本家、撮影監督。ドキュメンタリー映画を手掛けた後、2006年に『カブール・エクスプレス』で長編映画デビューし、『New York』『タイガー 伝説のスパイ』『バジュランギおじさんと、小さな迷子』『Phantom』などを製作した。

## キャリア
デリー大学キロリ・マル・カレッジ、ジャミア・ミリア・イスラミア出身。1996年にゴータム・ゴースが監督したディスカバリーチャンネルのドキュメンタリー映画『Beyond the Himalayas』で撮影監督を務め、キャリアをスタートさせる。1999年にスバス・チャンドラ・ボースのインド国民軍を描いたドキュメンタリー映画『The Forgotten Army』で監督デビューし、後に商業映画に活動の起点を移すようになった。
2006年に『カブール・エクスプレス』で商業映画デビューし、第54回国家映画賞でインディラ・ガンディー賞 新人監督作品賞を受賞した。その後にヤシュ・ラージ・フィルムズの元で『New York』と『タイガー 伝説のスパイ』を製作し、同社との契約が終了した後に自身のプロダクションハウスを設立した。
2015年に製作した『バジュランギおじさんと、小さな迷子』はインド国内で歴代第3位の興行収入を記録し、また第63回国家映画賞で健全な娯楽を提供する大衆映画賞を受賞するなど高い評価を得ている。同年にカトリーナ・カイフとサイーフ・アリー・カーン主演で『Phantom』を製作し、2017年に『Little Boy』をリメイクした『Tubelight』をサルマーン・カーンと共に製作した。また、Amazonプライムと共同製作で、インド国民軍を題材としたドラマシリーズ『フォーガットン・アーミー』を製作した。2019年には中国と共同で『The Zookeeper』を製作する。映画は成都市周辺で撮影が行われ、2500万ドル（16億2000万ルピー）の製作費を投じ、インドと中国の俳優・女優が共演する。

## フィルモグラフィー

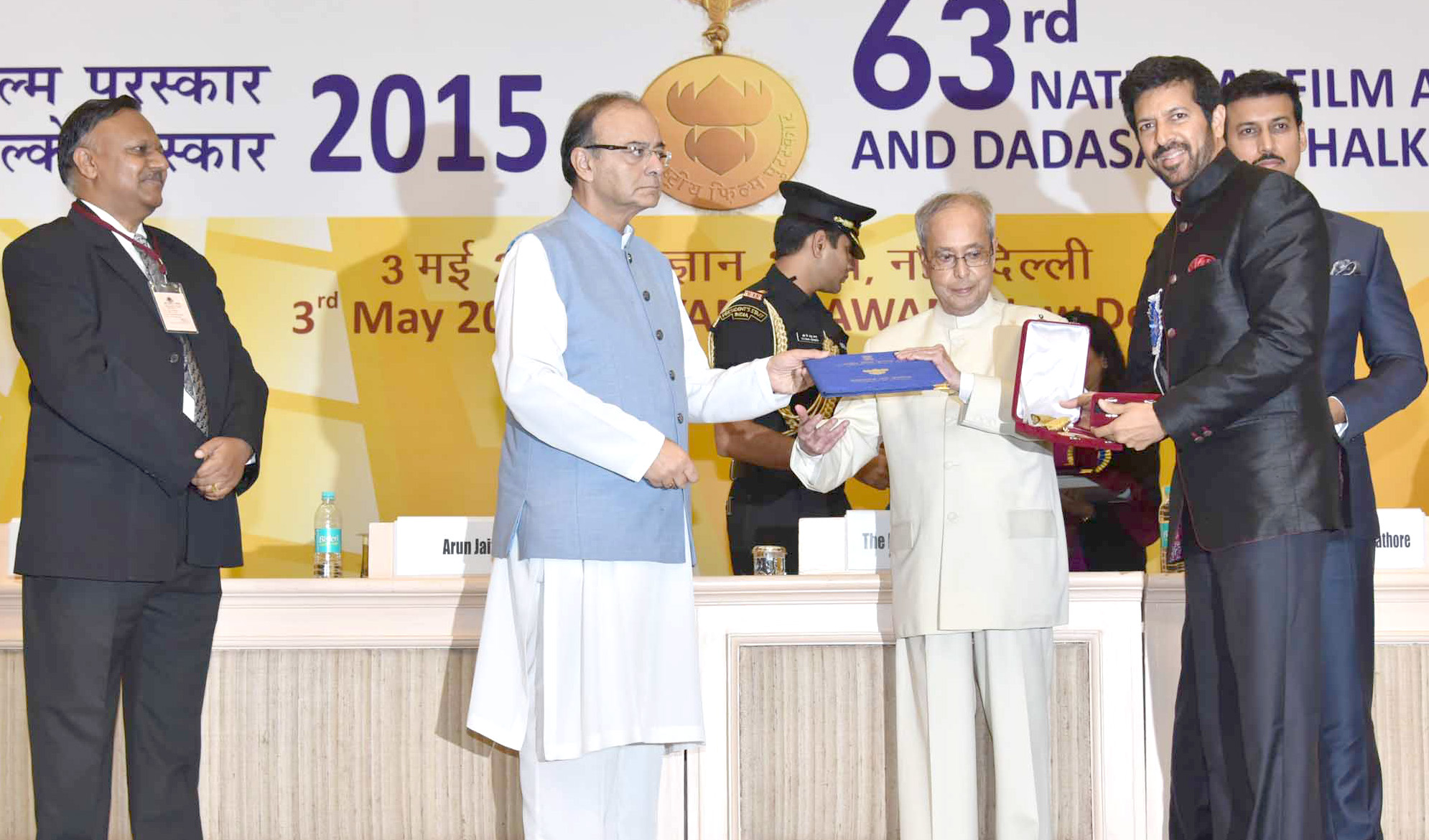
国家映画賞健全な娯楽を提供する大衆映画賞を受賞するカビール・カーン

- Beyond the Himalayas（1996年） - 撮影監督
- The Forgotten Army（1999年） - 監督
- カブール・エクスプレス（2006年） - 監督、脚本
- New York（2009年） - 監督
- タイガー 伝説のスパイ（2012年） - 監督、脚本
- バジュランギおじさんと、小さな迷子（2015年） - 監督、脚本
- Phantom（2015年） - 監督、脚本
- Tubelight（2017年） - 監督、プロデューサー、脚本
- The Zookeeper（2020年） - 監督
- 83（2020年） - 監督
- フォーガットン・アーミー（英語版）（2020年） - 監督

## 家族
カビールは北インドのムスリムの父と、南インドのヒンドゥー教徒の母の間に生まれた。父ラシードゥッディーンはウッタル・プラデーシュ州ファルカーバード県カインガンジ出身のパシュトゥーン人であり、インド大統領を務めたザーキル・フセインの甥に当たる。共産主義者の政治家としてインディラ・ガンディーの支持を得ており、1970年代初頭にはラージヤ・サバーの議員に選ばれている。また、政治学の教授でもあり、ジャワハルラール・ネルー大学の創設にも関わった。母リーラーはテルグ語話者だった。姉アヌシェは『チェイス!』の監督を務めたヴィジャイ・クリシュナ・アーチャールヤと結婚している。カビールとアーチャールヤは共にヤシュ・ラージ・フィルムズでヒット作を作り出す人気監督として評価されている。
カビールはテレビ番組の司会者だったミニ・マトゥールと結婚しており、彼女との間に2人の子供がいる。